# Florida State Road 22
Die Florida State Road 22 (kurz FL 22) ist eine State Route im US-Bundesstaat Florida, die in West-Ost-Richtung verläuft. Sie beginnt am U.S. Highway 98 Business in Springfield im Bay County und endet an der FL 17 in Wewahitchka im Gulf County.

## Streckenverlauf
Die State Road beginnt in Springfield im Bay County und führt ostwärts ins benachbarte Callaway, wo die FL 30A gequert wird. Sie führt weiter nach Wewahitchka im Gulf County und endet dort.